# 芮杏文
芮杏文（1927年4月1日—2005年6月5日），江苏涟水人，中国共产黨、中华人民共和国政治人物，原副国级领导人。大专学历，工程师。曾任中共第十三届中央书记处书记，原中共上海市委书记。
芮杏文曾被認為是「石油幫」人馬。

## 生平
- 1944年參加革命，为苏北滨海县民运队队员，并先后在苏北公学、华中建设大学、山东大学政治系学习；并于1945年加入中国共产党。
- 1946年起，历任中共中央东北局组织部干事，吉林化工厂机械场副主任，锦西炼油厂机电科科长、机械场主任，锦西化工总厂三分厂主任。
- 1950年8月在中国人民大学企业管理专业专修科学习。
- 1951年任东北工业部干部学校组教科科长。
- 1952年起，历任重工业部大连工程公司第一副经理，吉林第八机械安装公司经理，化学工业部吉林化工建设总公司副经理，化工部第一安装公司经理；化工部兰州化工厂副厂长，兰州化学工业公司副经理；开封化肥厂指挥部指挥长，第七化建公司经理；化工部青海705工程指挥部副指挥。
- 1970年出任北京石油化工总厂领导小组副组长、基建指挥部第一副指挥；北京市城市规划局领导小组副组长，北京市国防1办副主任。
- 1978年3月起，历任第七机械工业部副部长，航天工业部副部长，国家计划委员会副主任，城乡建设环境保护部部长，国家计委副主任等职。
- 1985年6月出任中共上海市委书记、上海警备区第一政委。
- 1987年11月至1989年6月中共中央书记处书记。

芮杏文一直被外界视为中共党内坚定的改革派；据传，与时任上海市市长的江泽民工作不合。芮杏文在中共第十三届中央书记处中，主管意识形态工作，曾兼任中央宣传思想工作领导小组副组长；是时任中共中央总书记赵紫阳的得力助手。1989年六四事件发生后，芮杏文随赵紫阳、胡启立、阎明复等人一同下台。
- 1991年4月复出，任国家计委副主任（正部长级）。
- 1993年3月当选第八届全国政协常委。
- 2004年3月离职休养。
- 2005年6月5日在北京逝世，享年78岁，遗体同月17日在八宝山革命公墓火化[2]。